# روبی کایرو
روبی کایرو (به انگلیسی: Ruby Cairo) فیلمی محصول سال ۱۹۹۳ و به کارگردانی گریمه کلیفورد است. در این فیلم بازیگرانی همچون اندی مک‌داول، لیام نیسون، ویگو مورتنسن، جک تامپسون، امی ون نوستراند و پدرو گونزالز گونزالز ایفای نقش کرده‌اند.